# Osudové město
Osudové město, uváděno i pod názvem Město Osudu, anglicky The City of Your Final Destination, je britský film z roku 2009, jehož režii provedl James Ivory.
Předlohou snímku se stala novela The City of Your Final Destination amerického spisovatele Petera Camerona, jejíž příběh se z velké části odehrává v malé vesničce v Uruguayi. Natáčení filmu ale probíhalo v Argentině, protože knižní popis uruguayské krajiny a kultury neodpovídá úplně realitě. Začátek a konec novely se oproti tomu odehrává v Kansasu, kde hlavní hrdina studuje na Kansasské univerzitě.
V roce 2007 se studio Merchant Ivory Productions rozhodlo produkovat film podle této knihy. Režisérem filmu byl vybrán James Ivory a scénář napsala Ruth Prawer Jhbvala. Oficiální premiéra filmu proběhla až v roce 2009.

## Zápletka
Film sleduje vysokoškolského studenta Omara Razaghiho (Omar Metwally), který chce napsat biografii záhadného spisovatele Julese Gunda. Aby mohl se svým záměrem pokročit, musí se vydat do Uruguaye, aby získal od rodiny Gundových souhlas k sepsání biografie.

## Herecké obsazení
- Anthony Hopkins jako Adam Gund
- Omar Metwally jako Omar Razaghi
- Laura Linneyová jako Caroline Gund
- Charlotte Gainsbourg jako Arden Langdon
- Hiroyuki Sanada jako Pete
- Alexandra Maria Lara jako Deirdre Rothemund
- Nicholas Blandullo jako mladý Adam
- Sofia Viruboff jako Adamova matka
- James Martin jako pošťák
- Susana Salerno, César Bordón, Diego Velázquez, Rossana Gabbiano jako hodní lidé z autobusové stanice
- Julieta Vallina jako paní ze školního autobusu
- Ambar Mallman jako Portia Gund
- Norma Argentina jako Alma
- Hector Fonseca jako starý Gaucho
- Oscar Rolleri jako mladý Gaucho
- Norma Aleandro jako paní Van Euwen
- Arturo Goetz, Marcos Montes, Sophie Tirouflet jako hosté paní Van Euwenové
- Luciano Suardi jako doktor Pereira
- Carlos Torres jako holič
- Pietro Gian jako taxikář
- Julia Perez jako zdravotní sestra
- Yuri Vergeichikov jako Luis, řidič
- Agustín Pereyra Lucena jako kytarista
- Pablo Druker jako průvodčí
- Eliot Mathews jako doprovod Deirdry
- Andrew Sanders jako doprovod Caroline

## Zábava
Film byl v České republice uveden 27. září 2010 pouze na DVD, ale od května 2013 je film dostupný i přes iTunes Store, kde je možné se podívat na trailer filmu a další detaily.